# Elisabeth Huber-Sannwald
Elisabeth Huber-Sannwald es una investigadora austriaca especializada en la ecología de ecosistemas. Es jefa de la División de Ciencias Ambientales en el Instituto Potosino de Investigación Científica y Tecnológica (IPICYT) en México.

## Biografía
En 1990, realizó su maestría en Biología y Botánica en la Universidad de Innsbruck, en Innsbruck, Austria, donde estudió los efectos del cambio de uso de suelo en la biodiversidad. En 1996, obtuvo su doctorado en Ecología de Agostaderos en la Universidad Estatal de Utah, Estados Unidos.  Realizó una estancia posdoctoral en el Instituto de Ecología de la Universidad Buenos Aires como Oficial Científico del Foco 4: Cambio Global y Complejidad Ecológica del Programa Internacional sobre la Geósfera y Biosfera.  De 1998 a 2001 fue asistente de investigación en el Instituto de Ciencias de Praderas y Follajes de la Universidad Técnica de Múnich, Freising, en Alemania. Participó en el diseño y desarrollo del IPICYT, creando la División de Ciencias Ambientales y el programa de posgrado en Ciencias Ambientales.  En 2001, ingresó al IPICYT como investigadora Titular C, adscrita al Sistema Nacional de Investigadores (SNI) Nivel II, en el área de Cambio Ambiental Global.

## Intereses académicos
Su investigación se basa en la ecología de ecosistemas, centrándose en el papel de las plantas y microorganismos de suelo en los procesos biogeoquímicos y eco-hidrológicos de las zonas áridas del norte de México.  Se ha enfocado en estudiar los efectos de aspectos sociales y globales, como el pastoreo de ganado, el cambio de uso y la degradación del suelo en la integridad de sistemas socio-ecológicos para un desarrollo sostenible de los modos de vida rurales.

## Cargos
- Integrante del Comité Científico de la Sociedad Ecológica de Estados Unidos (ESA).
- Presidenta regional de la Sociedad Científica Mexicana de Ecología.[5]
- Editora asociada de las revistas Rangeland Ecology y Ecological Applications.[1][5]
- Coordinadora del Grupo Regional en Agostaderos Mexicanos para su Investigación y el Liderazgo de su Uso Sustentable (GRACILIS) y de la Red Mexicana de Investigación Ecológica a Largo Plazo (RED MEX-LTER).[6]
- Coordinadora de Inter-American Network for Atmospheric/Biospheric Studies (IANABIS).[1]
- Integrante del Comité Ejecutivo de la Red Internacional para el Combate de la Desertificación ARIDnet.
- Integrante del Comité Técnico Académico y responsable del Eje 2/Internacionalización de la Red CONACYT Socio-Ecosistemas y Sustentabilidad.
- Integrante del Comité Ejecutivo del Grupo Consultivo sobre Servicios Ecosistémicos de la Sociedad de Toxicología y Química Ambiental.[5]

## Reconocimientos
1. SNI II. IPICYT. 2007.
2. SNI I. IPICYT. 2002.
3. Cátedra Patrimonial Nivel II. CONACYT. 2001.
4. Don Dwyer, Excelencia Científica del Departamento Rangeland Resources, Utah State University. Utah State University. 1997.
5. Investigación Fulbright. Fulbright. 1991.
6. Endowment Scholarship. University of Innsbruck. 1987.[1]

## Publicaciones destacadas
- Delgado-Baquerizo, M., Maestre, F., Gallardo, A. et al. (2013) Decoupling of soil nutrient cycles as a function of aridity in global drylands. Nature 502 (7473), 672–676.
- Huber-Sannwald, E., Martínez-Tagüeña, N., Espejel, I., Lucatello, S., Coppock, D.L., y Reyes Gómez, V.M. (2019) Introduction: International Network for the Sustainability of drylands. Transdisciplinary and Partic, Stewardship of Future Drylands and Climate Change in the Global South, Springer Nature Switzerland, Pp. 1-24.ISBN 978-3-030-22463-9, Suiza.
- Stuart Chapin III F., E. Sala O., Huber-Sannwald E. (2001) Global Biodiversity in a Changing Environment: Scenarios for the 21st century, Springer Verlag, Pp. 376.E.U.A.
- Concostrina-Zubiri, L., Martinez, I., Huber-Sannwald, E., Escudero, A. (2013) Biological Soil Crusts effects and responses in arid ecosystems: recent advances at the species l. Ecosistemas 22, (3). 95-100.